# 斯里兰卡签证政策
大部分前往斯里兰卡的游客可以在出发前办理通过网络或在抵达部分斯里兰卡口岸后通过柜台申请电子签证，停留期限为30天。商务电子签证则只能通过斯里兰卡外交机构获得。需要注意的是，因为办理落地签证的等待较长时间，所以建议游客提前办理电子签证。另外，在入境时，护照应当有6个月以上的有效期。

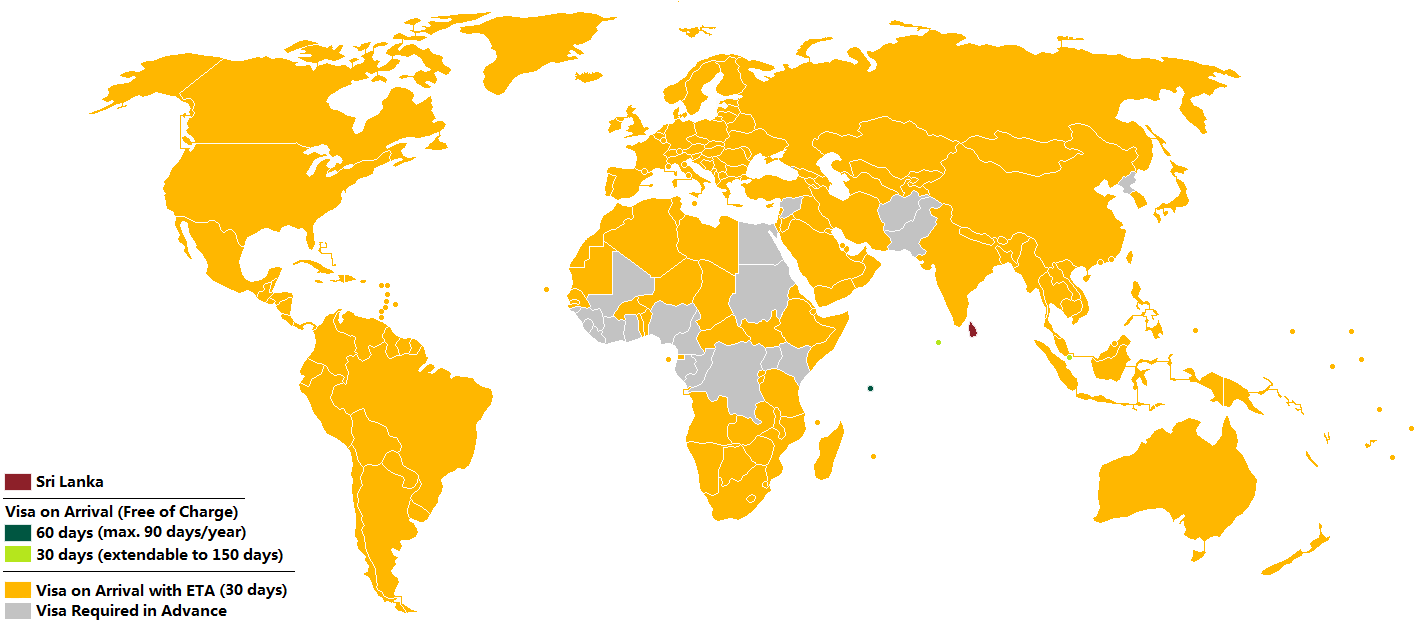
签证政策地图

## 免签证
下列国家公民可免签证进入斯里兰卡：
- 新加坡（可停留30天，延期后可达150天）
- 馬爾地夫（可停留30天，延期后可达150天）
- 塞舌尔（每次可停留60天，一年内最多停留90天）

## 需要提前办理签证
下列国家的公民需要在斯里兰卡驻外使领馆提前办理签证：
| - 喀麦隆 | - 奈及利亞 - 叙利亚 |  |

## 非普通護照
下列國家的外交，官方或公務護照持有人可免簽證入境：
| - 巴林2 D Sp - 2 D O S - 白俄羅斯2 D O - 2 D O S - 巴西2 D O S - 柬埔寨2 D O S - 智利2 D O - 中國2 D O S PA - 古巴2 D | - 捷克4 D O S - 4 D O S - 香港2 D O S - 印度2 D O - 印度尼西亞2 D O S - 伊朗2 D O S - 2 D S | - 馬爾地夫1 D O S Sp - 緬甸2 D O S - 阿曼2 D S Sp - 巴基斯坦2 D O - 菲律賓2 D O S - 2 D O - 羅馬尼亞4 D O S | - 俄羅斯2 D O S - 塞舌尔3 D O S Sp - 新加坡2 D O S Sp - 泰國2 D O S - 乌克兰5 D O S - 越南2 D O S |  |

 D-外交護照

 O-官方護照

 S-公務護照

PA – 护照上注明“公务”
 1 – 90天

2 – 30天

3 – 60天，任何1年内90天。

4 – 任何180天内90天。
 5 – 任何60天内30天。

## 落地签证
来自非免签证国家的公民需要提前办理签证或者办理落地签证。商务落地签证可供多次入境，旅游电子签证可供2次入境，有效期和停留期均为30天。斯里兰卡政府不鼓励访客办理落地签证，因为该类签证不会自动获批。

### 落地免費簽證
由於電子簽證系統已停止，以下7個國家的公民可在抵達斯里蘭卡時獲得免費簽證（單次入境），僅限旅遊目的，有效期最長為30天。
| - 中國（包括 香港 · 澳門和 臺灣) - 印度 - 印度尼西亞 - 日本 | - 马来西亚 - 俄羅斯 - 泰國 |  |

## 电子签证
需要办理落地签证或提前办理签证的国家的公民可以办理电子签证。
签证类型如下，除非特别说明，均包括旅游和商务电子签证。
| 有效期 | 入境次数 | 停留期1 | 签证费     | 备注 |
| ------ | -------- | ------- | ---------- | --- |
| 30天   | 单次     | 30天    | 免费       | 仅限旅游签证，可供中国（包括香港、澳門和台灣）、印度、印尼、日本、马来西亚、俄罗斯或泰国公民申请，于2023年10月24日起实行直至另行通知。 |
| 6个月  | 两次     | 60天    | 35或75美元 | 南亚区域合作联盟成员国公民收费35美元，其他国家公民收费75美元。                                                                         |
| 1年    | 多次     | 90天    | 200美元    | 从事外交和领事活动的人员可免费办理该类签证。                                                                                           |
| 2年    | 多次     | 180天   | 300美元    | |
| 5年    | 多次     | 180天   | 500美元    | |
| 10年   | 多次     | 180天   | 1000美元   | |

1 - 停留期是指访客每次入境最多可以停留的天数。

## 相关链接
- 斯里兰卡电子签证申请链接 （页面存档备份，存于）
- 斯里兰卡外交部

1. ↑  . www.immigration.gov.lk.   [9 April 2018]. （原始内容存档于2019-10-19）.
2. ↑  Samath, Feizal. . TTG Asia. 6 August 2024  [8 August 2024] （英语）.
3. ↑  .   [2024-04-20]. （原始内容存档于2024-04-18）.